# 열혈고교 피구부 (패미컴 게임)
《열혈고교 피구부》는 일본 개발사 테크노스 저팬이 제작한 피구 스포츠 게임이다. 1987년에 발매됐던 아케이드 게임 《열혈고교 피구부》에 기반하고 있으나, 단순 이식작이 아니라 각 등장인물에게 고유한 능력치를 부여하고 새로운 모드를 추가하는 등 일종의 후속작이다. 북미 지역에서는 CSG 이미지소프트가 《슈퍼 돗지볼》(Super Dodge Ball)이라는 제목으로 출시됐다.
패밀리 컴퓨터판은 일본에서 1988년 7월 26일 최초로 출시됐다. 2003년 10월 17일 마이크로소프트 윈도우로 에뮬레이션 이식판이 일본서 발매됐으며, 2005년에는 게임보이 어드밴스로 발매된 합본 《쿠니오군 열혈 컬렉션 1》에 수록됐다. 그 외에 닌텐도 버추얼 콘솔과 닌텐도 스위치 온라인으로 디지털 재발매됐다.

## 참조
1. ↑  일본판 원제는 《열혈고교 돗지볼부》(熱血高校ドッジボール部).